# Gmina Roskilde (1970–2006)
Gmina Roskilde (duń. Roskilde Kommune) była w latach 1970-2006 (włącznie) jedną z gmin w Danii w okręgu Roskilde Amt. 
Siedzibą władz gminy było miasto Roskilde. 
Gmina Roskilde została utworzona 1 kwietnia 1970 na mocy reformy podziału administracyjnego Danii. Po kolejnej reformie w 2007 r. weszła w skład nowej gminy Roskilde.

## Dane liczbowe
- Liczba ludności: (♀ 26 426 + ♂ 27 946) = 54 372
  - wiek 0-6: 8,2%
  - wiek 7-16: 12,1%
  - wiek 17-66: 66,5%
  - wiek 67+: 13,2%
- zagęszczenie ludności: 679,6 osób/km²
- bezrobocie: 3,5% osób w wieku 17-66 lat
- cudzoziemcy z UE, Skandynawii i USA: 144 na 10 000 osób
- cudzoziemcy z krajów Trzeciego Świata: 378 na 10 000 osób
- liczba szkół podstawowych: 12 (liczba klas: 267)